# Oblatos de los Santos Ambrosio y Carlos
La Congregación de los Oblatos de los Santos Ambrosio y Carlos (en latín: Congregatio Oblatorum Sanctorum Ambrosio et Caroli), también conocidos como Oblatos ambrosianos, es una asociación de sacerdotes seculares y laicos de la arquidiócesis de Milán. Sus miembros posponen a su nombre las siglas O.SS.A.C.

## Historia

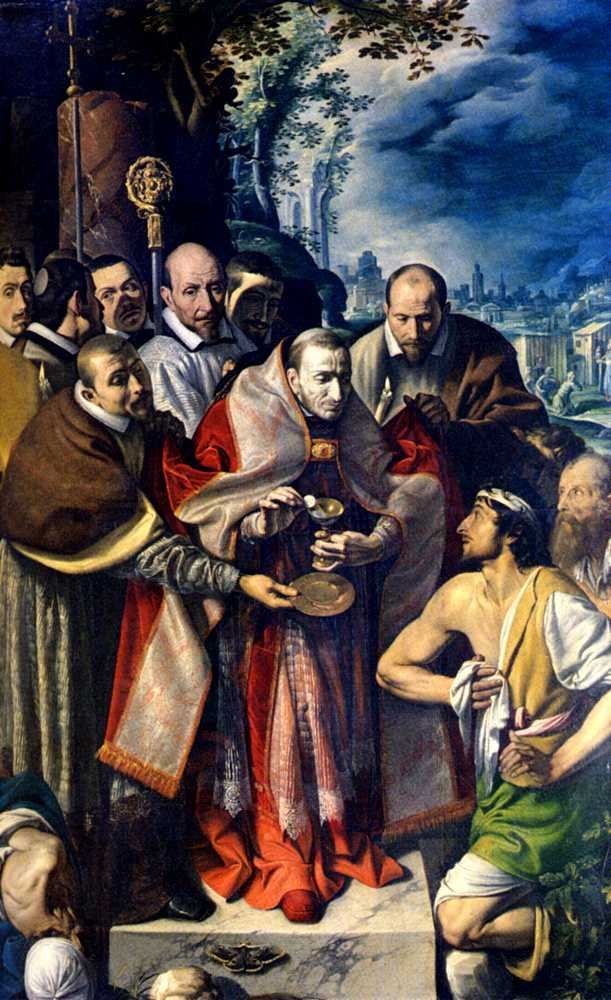
San Carlos Borromeo da la comunión a los enfermos de la peste, obra de Tanzio da Varallo. Como consecuencia de la peste que atacó Milán en 1576, Carlos Borromeo decide fundar a los Oblatos de San Ambrosio en 1578.

### Origen
Entre los años 1576-1577 se dio una fuerte peste que devastó la ciudad de Milán, cuando en ese tiempo era arzobispo de esa diócesis Carlos Borromeo. Este se dedicó con especial fervor y valentía a la cura y atención de los apestados. Pasado el miedo de infecciones, en 1578, Borromeo creó una congregación de sacerdotes seculares, para que se dedicaran al servicio exclusivo de su diócesis. En un principio la formaban sacerdotes diocesanos que hacían dos votos: obediencia al obispo y permanencia en el instituto. Al no hacer votos públicos de obediencia, castidad y pobreza; ni estar obligados a la vida comunitaria, no se les puede considerar un Instituto de vida consagrada. Aunque en la forma y en su administración pueda incluirse dentro de los Institutos seculares.
Carlos Borromeo en realidad fundó una especie de cuerpo de voluntarios a disposición del obispo, bien formados y dispuestos a asumir tareas como las misiones de predicación popular y dirección de seminarios. La oblación (entrega) que los sacerdotes hacían de ellos mismos al obispo originó el nombre del instituto, que en su origen era el de Oblatos de San Ambrosio, en honor al santo patrón de la ciudad. La comunidad se vio beneficiada por las donaciones procedentes de ciertos beneficios diocesanos, además de una parte de las propiedades pertenecientes a la Congregación de los Humillados, recientemente abolida por la Santa Sede.
Las constituciones de los oblatos fueron redactadas por Agostino Valier y el barnabita Carlo Bascapè. Después de dos años de prueba, fueron examinadas por una comisión de la que formaban parte Felipe Neri y Félix de Cantalicio; finalmente aprobada el 13 de septiembre de 1581. En la espiritualidad fueron muy influenciados por los jesuitas.
En 1584 murió Carlos Borromeo y en 1601, ante la afluencia masiva de peregrinos a su tumba, los Oblatos de San Ambrosio solicitaron la apertura del proceso diocesano de canonización de su fundador. En 1611, luego de la canonización de Carlos Borromeo (1610), el cardenal Federico Borromeo añadió al nombre el del fundador, pasando a ser Oblatos de los Santos Ambrosio y Carlos. La sede de la asociación era la iglesia del Santo Sepulcro de Milán. Borromeo se inspiró en el Oratorio de Felipe Neri de Roma.
La congregación fundada por el Borromeo fue fuente de inspiración para otras congregaciones de sacerdotes seculares, tales como: los Oblatos de los Santos Gaudencio y Carlos, fundados por Francesco Quagliotti en Novara (1616); y los Oblatos de los Santos Prosdocimo y Antonio, fundados por Gregorio Giovanni Barbarigo en Padua (1671).

### Supresión y restauración

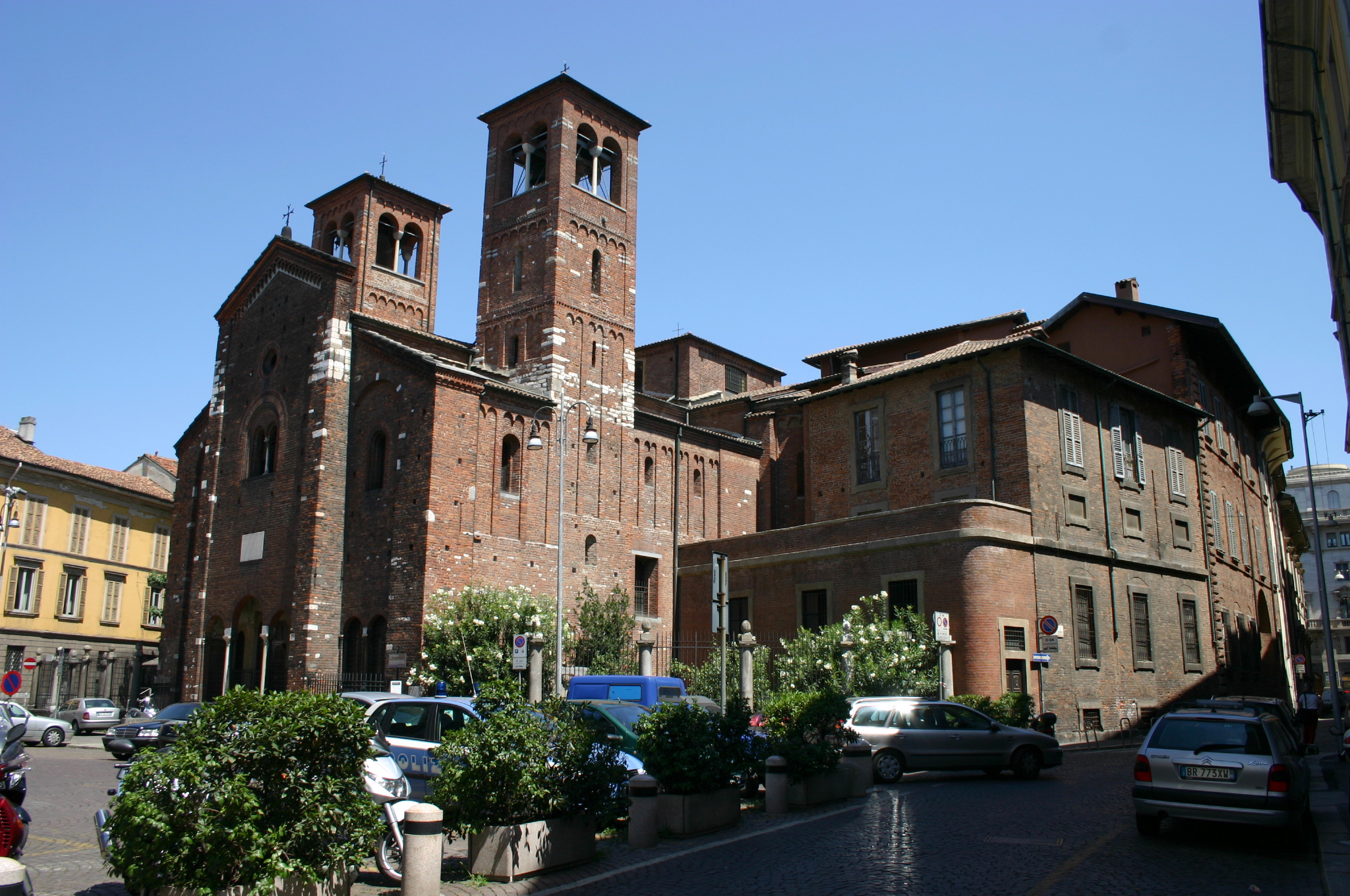
Iglesia del Santo Sepulcro de Milán, antigua sede central de la congregación.

Los oblatos fueron suprimidos por Napoleón Bonaparte el 1810. Luego de la salida de los franceses de Milán, hubo intentos de restaurar la congregación, pero el cardenal Carlo Gaetano Gaisruck se opuso e impidió que se siguiera adelante con la obra. 
La restauración fue obra del arzobispo Carlo Bartolomeo Romilla el 16 de febrero de 1854. En 1928 se trasladó la casa general a la Via Settala, donde aún se encuentra.
El cardenal Alfredo Ildefonso Schuster los confió en 1931 la dirección de los seminarios y colegios diocesanos. El también cardenal Giovanni Battista Montini, futuro papa Pablo VI, los reformó en 1956.
El 1980 había 17 Misioneros de Rho, 24 vicarios, 160 diocesanos y unos 60 laicos, todos en la archidiócesis de Milán.

## Organización, actividades y presencia

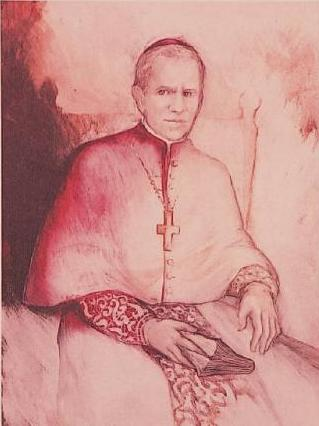
Paolo Angelo Ballerini (1800-1861), es uno de los oblatos ambrosianos más reconocidos. En la Iglesia católica se ha introducido la causa de su beatificación.

La congregación está formada por cuatro grupos de oblatos, llamados familias:
- Oblatos misioneros de Rho, organizados en 1714 por Giorgio María Martinelli. Estos se dedican a la predicación de ejercicios espirituales y a las misiones populares, según el carisma original de Carlos Borromeo.
- Oblatos vicarios, fundados en 1875 para proveer rectores en las parroquias y dirigir los santuarios diocesanos. Fueron aprobados por Andrea Carlo Ferrari el 24 de enero de 1908.[10]
- Oblatos diocesanos, sacerdotes dedicados a tareas pastorales, parroquiales, enseñanza, etc. Dentro de la Congregación son estos los encargados del seminario diocesano de Milán.[11]
- Oblatos laicos, fundados en 1932 por el arzobispo Schuster. Son laicos que emiten votos temporales de castidad y obediencia. Se dedican a las tareas de servicio administrativo, enfermería, técnico, entre otros, en los seminarios e institutos. También colaboran en obras misioneras.

## Oblatos ilustres
- Angelo Ramazzotti (1800-1861), siervo de Dios, obispo de Pavia (1850-1858) y cardenal patriarca de Venecia (1858-1861).[4]
- Paolo Angelo Ballerini (1814-1897), siervo de Dios, patriarca de Antioquía (1867-1897) y arzobispo de Milán (1859-1867).[4]
- Eugenio Tosi (1864-1929), cardenal arzobispo de Milán (1922-1929).
- Ernesto Piovella (1867-1949), siervo de Dios, obispo de Alghero (1907-1914), de Oristano (1914-1920) y de Cagliari (1920-1949).